# 舍拉塔
36°31′10″N 4°29′51″E / 36.51944°N 4.49750°E

舍拉塔（阿拉伯语：‎），是阿爾及利亞的城鎮，位於該國北部貝賈亞省，由阿克布區負責管轄，面積42平方公里，2008年人口9,770，人口密度每平方公里235人。